# Microthyrium pinophyllum
Microthyrium pinophyllum är en svampart som först beskrevs av Franz Xaver von Höhnel, och fick sitt nu gällande namn av Franz Petrak 1927. Microthyrium pinophyllum ingår i släktet Microthyrium och familjen Microthyriaceae.  Arten är reproducerande i Sverige. Inga underarter finns listade i Catalogue of Life.